# 奥斯佩达莱托-洛迪贾诺
奥斯佩达莱托-洛迪贾诺（義大利語：Ospedaletto Lodigiano），是意大利洛迪省的一个市镇。总面积8平方公里，人口1887人，人口密度235.9人/平方公里（2009年）。ISTAT代码为098043。